# Fudbalski Klub Mladost Lučani
L'FK Mladost Lučani (nome completo Fudbalski Klub Mladost Lučani, in serbo ФК Младост Лучани?), chiamato comunemente Mladost Lučani, è una società calcistica serba con sede nella città di Lučani. 
Milita nella Superliga serba, la prima divisione del calcio serbo.

## Storia
Il club venne fondato nel 1952 come divisione calcio della società sportiva omonima. Compete a livello regionale per i primi anni della sua storia ed il primo successo arriva nel 1960, con la vittoria del campionato della sotto-associazione di Čačak e lo spareggio per la promozione nella Srpska Liga. Nel 1967 il Mladost vince il suo primo trofeo, conquistando la Coppa della sotto-associazione di Čačak, e nello stesso anno viene promossa nel girone della Moravo-Šumadijska zona. Segue, nel 1972, la promozione nella Srpska Liga - Girone Sud e nel 1977 viene promosso nella Srpska Liga che nel frattempo diventa a girone unico.
Fino al 1988 il Mladost compete nei campionati della RS Serbia e in quell'anno viene promosso nella neonata Međurepublička Liga, campionato nel quale presero parte squadre provenienti da Serbia, Kosovo e Macedonia del Nord. Nella stagione 1988-89 guadagna la promozione nella Druga Liga SFRJ, dal quale però viene subito retrocesso. Nella stagione 1992-1993 il Mladost torna nella seconda divisione e nel 1995 riesce a raggiungere per la prima volta la massima divisione jugoslava, la Prva Liga, venendo promosso nel girone B. Si piazza terzo dietro a Čukarički e Rad e in primavera venne promosso nel girone A, dove conquista il quinto posto. Nella stagione 1997-98 i bianco-blu vengono retrocessi dopo essersi piazzati al 12 posto nel girone A, in quanto il campionato seguente fu riformato.
Nella stagione 2001-2002 torna nella Prva Liga, ma venne retrocesso dopo essersi classificato al 15º posto, nonostante la grande stagione di Zoran Đurašković che vinse il titolo di capocannoniere con 27 reti. Il club torna nella massima divisione per la stagione 2007-2008 e termina il campionato al 7º posto, ma venne retrocesso a causa di problemi finanziari. Dopo 6 anni nella Prva Liga la squadra torna in Superliga per la stagione 2013-2014. Finisce al 7º posto e l'attaccante nigeriano Patrick Friday Eze vince il titolo di capocannoniere, segnando 15 gol in 26 partite giocate.
Il maggior successo del club arriva nella stagione 2016-2017, che con il piazzamento al 4º posto si qualifica per il primo turno dei preliminari di UEFA Europa League. Viene sconfitto dall'Inter Baku con il risultato aggregato di 0-5 (0-3 all'andata a Lučani e 0-2 al ritorno a Baku). Nella stagione 2017-2018 raggiunge la finale della Coppa di Serbia, dove viene sconfitto dal Partizan 2-1.

## Organico

### Rosa 2024-2025
| N. |                       | Ruolo | Calciatore                |
| -- | --------------------- | ----- | ------------------------- |
| 1  | Serbia (bandiera)     | P     | Saša Stamenković          |
| 4  | Serbia (bandiera)     | D     | Ivan Milošević (capitano) |
| 5  | Serbia (bandiera)     | D     | Nemanja Žunić             |
| 6  | Serbia (bandiera)     | D     | Aleksa Šajinović          |
| 7  | Serbia (bandiera)     | D     | Nikola Andrić             |
| 8  | Montenegro (bandiera) | C     | Janko Tumbasević          |
| 9  | Portogallo (bandiera) | C     | Nuno Pereira              |
| 10 | Serbia (bandiera)     | C     | Petar Bojić               |
| 11 | Serbia (bandiera)     | C     | Djordje Marinkovic        |
| 12 | Serbia (bandiera)     | D     | Milan Joksimović          |
| 13 | Serbia (bandiera)     | D     | Aleksandar Racic          |
| 14 | Serbia (bandiera)     | C     | Mateja Milosavljevic      |
| 15 | Serbia (bandiera)     | D     | Milos Divac               |
| 16 | Serbia (bandiera)     | D     | Sava Pribaković           |
| 17 | Serbia (bandiera)     | D     | Aleksandar Varjačić       |
| 18 | Serbia (bandiera)     | D     | Aleksa Boskovic           |
| 19 | Camerun (bandiera)    | C     | Donald Molls              |
| 21 | Serbia (bandiera)     | D     | Filip Žunić               |
| 22 | Serbia (bandiera)     | P     | Marjan Mijatovic          |
| 23 | Serbia (bandiera)     | P     | Željko Samčović           |

| N. |                           | Ruolo | Calciatore           |
| -- | ------------------------- | ----- | -------------------- |
| 25 | Serbia (bandiera)         | C     | Jovan Ćirić          |
| 27 | Serbia (bandiera)         | C     | Vladimir Radivojević |
| 28 | Serbia (bandiera)         | C     | Aleksandar Pejović   |
| 29 | Serbia (bandiera)         | C     | Nikola Jojić         |
| 30 | Serbia (bandiera)         | C     | Nikola Ćirković      |
| 31 | Serbia (bandiera)         | C     | Ognjen Krsmanović    |
| 33 | Serbia (bandiera)         | D     | Žarko Udovičić       |
| 34 | Serbia (bandiera)         | P     | Bogdan Matijašević   |
| 35 | Serbia (bandiera)         | D     | Nikola Leković       |
| 40 | Serbia (bandiera)         | D     | Dušan Cvetinović     |
| 42 | Costa d'Avorio (bandiera) | A     | Yacouba Silue        |
| 45 | Nigeria (bandiera)        | A     | Patrick Friday Eze   |
| 47 | Serbia (bandiera)         | C     | Marko Veličković     |
| 71 | Serbia (bandiera)         | D     | Ognjen Vucicevic     |
| 90 | Serbia (bandiera)         | C     | Veljko Todorovic     |
|    | Serbia (bandiera)         | D     | Mihajlo Vesnić       |
|    | Serbia (bandiera)         | C     | Nemanja Kos          |
|    | Serbia (bandiera)         | D     | Igor Radovanović     |
|    | Serbia (bandiera)         | D     | Veljko Vlašković     |

### Rosa 2023-2024
| N. |                       | Ruolo | Calciatore                |
| -- | --------------------- | ----- | ------------------------- |
| 1  | Serbia (bandiera)     | P     | Saša Stamenković          |
| 4  | Serbia (bandiera)     | D     | Ivan Milošević (capitano) |
| 5  | Serbia (bandiera)     | D     | Nemanja Žunić             |
| 6  | Serbia (bandiera)     | D     | Aleksa Šajinović          |
| 7  | Serbia (bandiera)     | D     | Nikola Andrić             |
| 8  | Montenegro (bandiera) | C     | Janko Tumbasević          |
| 9  | Portogallo (bandiera) | C     | Nuno Pereira              |
| 10 | Serbia (bandiera)     | C     | Petar Bojić               |
| 11 | Serbia (bandiera)     | C     | Djordje Marinkovic        |
| 12 | Serbia (bandiera)     | D     | Milan Joksimović          |
| 13 | Serbia (bandiera)     | D     | Aleksandar Racic          |
| 14 | Serbia (bandiera)     | C     | Mateja Milosavljevic      |
| 15 | Serbia (bandiera)     | D     | Milos Divac               |
| 16 | Serbia (bandiera)     | D     | Sava Pribaković           |
| 17 | Serbia (bandiera)     | D     | Aleksandar Varjačić       |
| 18 | Serbia (bandiera)     | D     | Aleksa Boskovic           |
| 19 | Camerun (bandiera)    | C     | Donald Molls              |
| 21 | Serbia (bandiera)     | D     | Filip Žunić               |
| 22 | Serbia (bandiera)     | P     | Marjan Mijatovic          |
| 23 | Serbia (bandiera)     | P     | Željko Samčović           |

| N. |                           | Ruolo | Calciatore           |
| -- | ------------------------- | ----- | -------------------- |
| 25 | Serbia (bandiera)         | C     | Jovan Ćirić          |
| 27 | Serbia (bandiera)         | C     | Vladimir Radivojević |
| 28 | Serbia (bandiera)         | C     | Aleksandar Pejović   |
| 29 | Serbia (bandiera)         | D     | Stefan Maksimović    |
| 30 | Serbia (bandiera)         | C     | Nikola Ćirković      |
| 31 | Serbia (bandiera)         | C     | Ognjen Krsmanović    |
| 33 | Serbia (bandiera)         | D     | Žarko Udovičić       |
| 34 | Serbia (bandiera)         | P     | Bogdan Matijašević   |
| 35 | Serbia (bandiera)         | D     | Nikola Leković       |
| 40 | Serbia (bandiera)         | D     | Dušan Cvetinović     |
| 42 | Costa d'Avorio (bandiera) | A     | Yacouba Silue        |
| 45 | Nigeria (bandiera)        | A     | Patrick Friday Eze   |
| 47 | Serbia (bandiera)         | C     | Marko Veličković     |
| 71 | Serbia (bandiera)         | D     | Ognjen Vucicevic     |
| 90 | Serbia (bandiera)         | C     | Veljko Todorovic     |
|    | Serbia (bandiera)         | D     | Mihajlo Vesnić       |
|    | Serbia (bandiera)         | C     | Nemanja Kos          |
|    | Serbia (bandiera)         | D     | Igor Radovanović     |
|    | Serbia (bandiera)         | D     | Veljko Vlašković     |

### Rosa 2021-2022
| N. |                    | Ruolo | Calciatore                |
| -- | ------------------ | ----- | ------------------------- |
| 3  | Serbia (bandiera)  | D     | Vukašin Marković          |
| 4  | Serbia (bandiera)  | D     | Ivan Milošević (capitano) |
| 5  | Serbia (bandiera)  | D     | Mihajlo Vesnić            |
| 6  | Serbia (bandiera)  | D     | Stefan Maksimović         |
| 7  | Serbia (bandiera)  | A     | Lazar Jovanović           |
| 8  | Serbia (bandiera)  | A     | Saša Jovanović            |
| 9  | Serbia (bandiera)  | A     | Nemanja Kos               |
| 10 | Serbia (bandiera)  | C     | Vladimir Radivojević      |
| 12 | Serbia (bandiera)  | C     | Đorđe Babić               |
| 13 | Ghana (bandiera)   | C     | Obeng Regan               |
| 14 | Serbia (bandiera)  | C     | Nikola Jojić              |
| 15 | Nigeria (bandiera) | A     | Obiora Odita              |
| 16 | Serbia (bandiera)  | D     | Nemanja Mićević           |
| 17 | Camerun (bandiera) | C     | Regis Baha                |
| 18 | Serbia (bandiera)  | D     | Nemanja Žunić             |
| 19 | Serbia (bandiera)  | C     | Marko Stanić              |
| 20 | Serbia (bandiera)  | C     | Petar Šopalović           |
| 22 | Serbia (bandiera)  | P     | Zlatko Zečević            |

| N. |                                 | Ruolo | Calciatore        |
| -- | ------------------------------- | ----- | ----------------- |
| 23 | Montenegro (bandiera)           | P     | Maksim Milović    |
| 24 | Serbia (bandiera)               | C     | Ognjen Milanović  |
| 25 | Serbia (bandiera)               | C     | Nenad Perović     |
| 26 | Serbia (bandiera)               | C     | Đorđe Jakovljević |
| 27 | Serbia (bandiera)               | D     | Miloš Ožegović    |
| 29 | Serbia (bandiera)               | D     | Miloš Cvetković   |
| 30 | Serbia (bandiera)               | C     | Đorđe Gordić      |
| 31 | Serbia (bandiera)               | C     | Filip Đorđević    |
| 33 | Serbia (bandiera)               | C     | Lazar Selenić     |
| 35 | Serbia (bandiera)               | D     | Nikola Leković    |
| 36 | Serbia (bandiera)               | C     | Marko Veličković  |
| 42 | Serbia (bandiera)               | C     | Aleksandar Ješić  |
| 44 | Serbia (bandiera)               | D     | Bogdan Milošević  |
| 45 | Serbia (bandiera)               | A     | Stefan Tešić      |
| 55 | Bosnia ed Erzegovina (bandiera) | D     | Petar Jovanović   |
| 70 | Serbia (bandiera)               | C     | Filip Žunić       |
| 80 | Serbia (bandiera)               | P     | Željko Samčović   |
| 88 | Serbia (bandiera)               | A     | Milan Bojović     |

### Rosa 2019-2020
| N. |                                 | Ruolo | Calciatore                |
| -- | ------------------------------- | ----- | ------------------------- |
| 3  | Serbia (bandiera)               | C     | Stefan Jaraković          |
| 4  | Serbia (bandiera)               | D     | Ivan Milošević (capitano) |
| 5  | Serbia (bandiera)               | C     | Mihajlo Vesnić            |
| 7  | Brasile (bandiera)              | C     | Eliomar                   |
| 8  | Bosnia ed Erzegovina (bandiera) | C     | Damjan Krajišnik          |
| 10 | Serbia (bandiera)               | A     | Lazar Jovanović           |
| 11 | Serbia (bandiera)               | C     | Uroš Sinđić               |
| 12 | Serbia (bandiera)               | C     | Đorđe Babić               |
| 14 | Ghana (bandiera)                | A     | Ibrahim Tanko             |
| 15 | Nigeria (bandiera)              | A     | Obiora Odita              |
| 16 | Serbia (bandiera)               | D     | Nemanja Mićević           |
| 17 | Serbia (bandiera)               | C     | Ivan Pešić                |
| 18 | Serbia (bandiera)               | A     | Milan Bojović             |
| 22 | Serbia (bandiera)               | P     | Zlatko Zečević            |
| 23 | Montenegro (bandiera)           | P     | Maksim Milović            |
| 24 | Serbia (bandiera)               | C     | Ognjen Milanović          |

| N. |                                 | Ruolo | Calciatore           |
| -- | ------------------------------- | ----- | -------------------- |
| 25 | Serbia (bandiera)               | C     | Nenad Perović        |
| 26 | Serbia (bandiera)               | C     | Đorđe Jakovljević    |
| 27 | Serbia (bandiera)               | C     | Vladimir Radivojević |
| 31 | Serbia (bandiera)               | D     | Vukašin Marković     |
| 33 | Serbia (bandiera)               | C     | Lazar Selenić        |
| 44 | Serbia (bandiera)               | D     | Bogdan Milošević     |
| 45 | Serbia (bandiera)               | A     | Stefan Tešić         |
| 77 | Serbia (bandiera)               | C     | Predrag Pavlović     |
| 81 | Serbia (bandiera)               | P     | Damjan Knežević      |
| 88 | Serbia (bandiera)               | C     | Filip Stojanović     |
| 90 | Nigeria (bandiera)              | A     | Victor Amos          |
| 93 | Bosnia ed Erzegovina (bandiera) | D     | Miloš Šatara         |
| 99 | Serbia (bandiera)               | C     | Veljko Kijevčanin    |
|    | Bosnia ed Erzegovina (bandiera) | D     | Petar Jovanović      |
|    | Serbia (bandiera)               | C     | Aleksandar Ješić     |

## Palmarès

### Competizioni nazionali
- Prva Liga Srbija: 2

2006-2007, 2013-2014
- Druga liga SR Jugoslavije: 2

1994-1995, 2000-2001 (girone ovest)
- Srpska Liga: 2

2003-2004 (girone ovest), 2005-2006 (girone ovest)

### Altri piazzamenti
- Treća Liga:

Secondo posto: 1991-1992 (girone sud)
- Coppa di Serbia:

Finalista: 2017-2018
Semifinalista: 2018-2019
- Prva Liga Srbija:

Terzo posto: 2011-2012
- Druga liga SR Jugoslavije:

Secondo posto: 1999-2000 (girone ovest)

## Partecipazioni europee
| Stagione | Competizione       | Turno | Avversario | Casa | Trasferta | Somma |
| -------- | ------------------ | ----- | ---------- | ---- | --------- | ----- |
| 2017-18  | UEFA Europa League | 1Q    | Inter Baku | 0-3  | 0-2       | 0-5   |